# ミレニアム (ロビー・ウィリアムズの曲)
「ミレニアム」(Millennium)は、ロビー・ウィリアムズの楽曲。

## 概要
- 本曲は2枚目のスタジオ・アルバム『アイヴ・ビーン・エクスペクティング・ユー』からの1枚目のシングルとして発売された。
- 本曲のアレンジはジョン・バリーが作曲し、ナンシー・シナトラが歌った映画『007は二度死ぬ』の同名主題歌をモチーフにしている。ビデオもジェームズ・ボンドをモチーフにした内容になっている[1]。
- ウィリアムズにとって初の全英シングルチャート1位獲得曲となった。

## 収録曲
日本盤マキシ・シングル。
1. ミレニアム　- 4:07
2. エンジェルス (ライヴ)　- 5:38
3. ラブ・チート - 3:46
4. ローマ・ミュンヘン・ローマ - 3:05